# Macomer
Macomer est une commune italienne de la province de Nuoro dans la région Sardaigne en Italie.

## Administration
| Période                                  | Période  | Identité   | Étiquette       | Qualité    |
| ---------------------------------------- | -------- | ---------- | --------------- | ---------- |
| 26 mai 2003                              | En cours | Marco Mura | Centro Sinistra | Chirurgien |
| Les données manquantes sont à compléter. |          |            |                 |            |

### Communes limitrophes
Birori, Bolotana, Bonorva, Borore, Bortigali, Scano di Montiferro, Semestene, Sindia

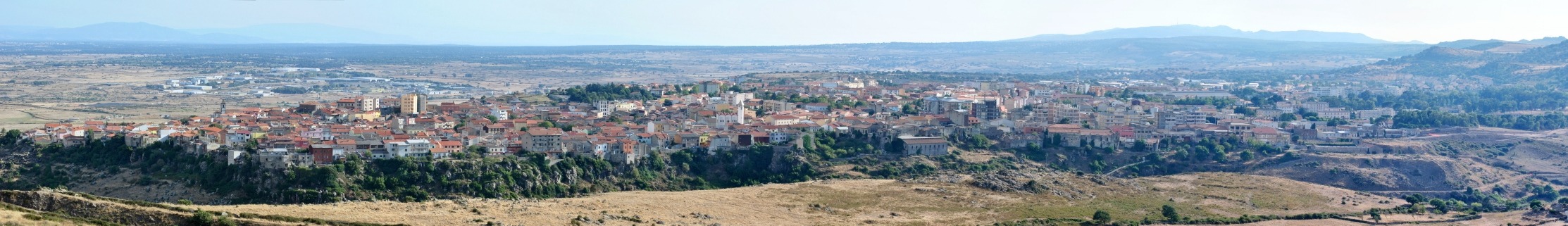
Panorama de Macomer

### Évolution démographique
Habitants recensés

## Histoire
Macomer, connue du géographe grec Ptolémée sous le nom de « Macopsissa », est habitée depuis l'Antiquité. En 1478, elle fut le théâtre de la bataille historique entre les Sardes et les Aragonais, qui mit fin à l'indépendance de la Sardaigne. En 1767, sous le royaume de Sardaigne, elle devient la capitale du Marquisat de Marghine. Le marquisat comprenait les villages voisins de Birori, Bolotana, Borore, Bortigali, Dualchi, Lei, Mulargia, Noragugume et Silanus.
En 1949, une statue appelée La Vénus de Macomer a été découverte dans une grotte située dans la zone de « Marras », dans une gorge de la rivière S'Adde. L'artefact représente une Déesse Mère datant de la période paléolithique. Il mesure environ 14 centimètres (5,5 pouces) de haut et a été construit avec du basalte local. Il est actuellement conservé au musée archéologique national de Cagliari.
De nos jours, Macomer est une destination pour les touristes qui souhaitent admirer les magnifiques paysages autour de la ville.

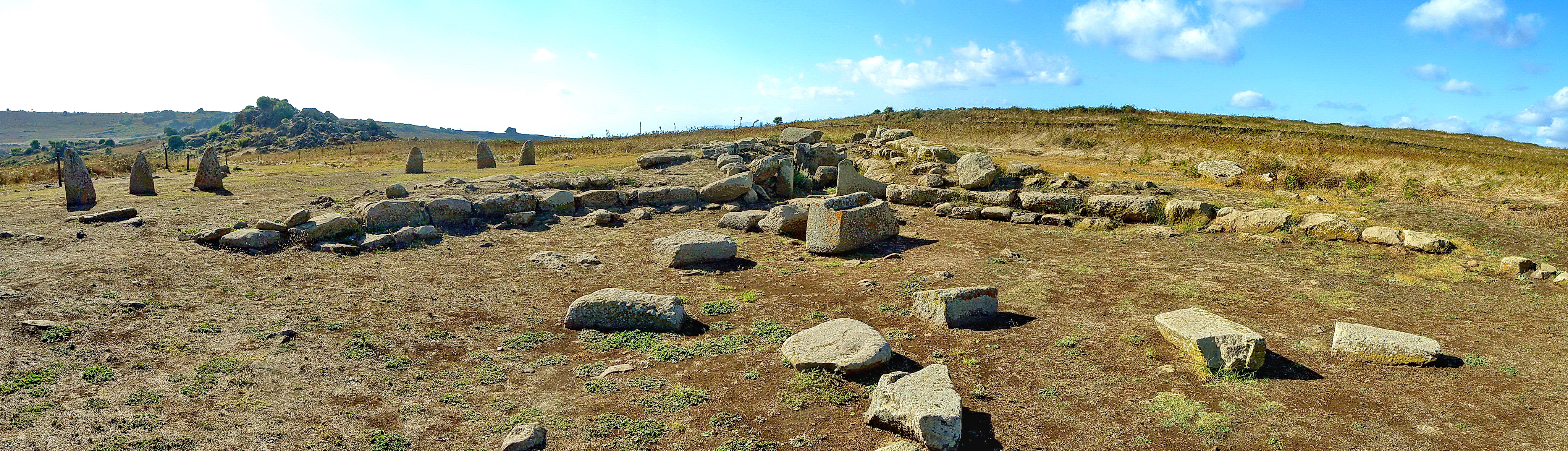
Le site archéologique de Tamuli est une des attractions de Macomer.

## Sites remarquables et folklore culturel
La région est plus riche en tours de l'âge du bronze connues sous le nom de nuraghi que toute autre partie de la Sardaigne.
En face de l'ancienne église paroissiale de San Pantaleone sont situées trois bornes romaines appartenant à la route romaine de Carales à Turris Libisonis. Une route moderne suit désormais cette ancienne voie de communication. Récemment, un musée ethnographique appelé « Le Arti Antiche » (Les Arts anciens) a été ouvert, où il est possible de voir des outils traditionnellement utilisés pour l'agriculture et l'élevage, des costumes folkloriques et des photographies. Le Monte di Sant'Antonio (montagne de Saint-Antoine) a une grande importance historique et naturaliste ; le 13 juin de chaque année, on y célèbre l'anniversaire du Saint de Padoue.